# Lijst van programma's van RTL 7
Dit is een lijst van programma's die worden uitgezonden door de Nederlandse televisiezender RTL 7. Indien bekend is tussen haakjes aangegeven in welke jaren het programma is uitgezonden.

## Programma's
Legenda

## 1
|  | Programma        | Periode | Presentatie/Medewerkers/Acteurs | Opmerkingen |
|  | ---------------- | ------- | ------------------------------- | ----------- |
|  | 1000 Ways to Die |         |                                 |             |

## 2
|  | Programma  | Periode | Presentatie/Medewerkers/Acteurs | Opmerkingen |
|  | ---------- | ------- | ------------------------------- | ----------- |
|  | 24 (Serie) |         |                                 |             |

## 4
|  | Programma | Periode | Presentatie/Medewerkers/Acteurs | Opmerkingen |
|  | --------- | ------- | ------------------------------- | ----------- |
|  | The 4400  | 2009    |                                 |             |

## A
|  | Programma          | Periode   | Presentatie/Medewerkers/Acteurs | Opmerkingen |
|  | ------------------ | --------- | ------------------------------- | ----------- |
|  | 'Allo 'Allo!       |           |                                 |             |
|  | Andromeda (Serie)  |           |                                 |             |
|  | The A-Team (Serie) | 2007–201? |                                 |             |
|  | Autovisie TV       | 2017      | Werner Budding                  |             |
|  | AutoXperience      |           |                                 |             |

## B
|  | Programma           | Periode   | Presentatie/Medewerkers/Acteurs | Opmerkingen |
|  | ------------------- | --------- | ------------------------------- | ----------- |
|  | The Beast           | 2009      |                                 |             |
|  | Best Of Bright      |           |                                 |             |
|  | Blackadder          |           |                                 |             |
|  | The Black Donnely's | 2009      |                                 |             |
|  | Business Class      | 2005–0000 | Harry Mens en Suze Mens         |             |

## C
|  | Programma        | Periode | Presentatie/Medewerkers/Acteurs | Opmerkingen |
|  | ---------------- | ------- | ------------------------------- | ----------- |
|  | Cane (Serie)     | 2009    |                                 |             |
|  | Carnivàle        | 2009    |                                 |             |
|  | Club TV          |         |                                 |             |
|  | Cobra 11 (Serie) |         |                                 |             |

## D
|  | Programma                                   | Periode   | Presentatie/Medewerkers/Acteurs | Opmerkingen    |
|  | ------------------------------------------- | --------- | ------------------------------- | -------------- |
|  | Dakar, Been There, Done That (Documentaire) | 2022      | Onder andere Tom Coronel        |                |
|  | Dakar, I Love It, I Hate It (Documentaire)  | 2022      | Onder andere Tom Coronel        |                |
|  | De Kijker aan Zet                           | 2008–2015 |                                 | Later op RTL Z |
|  | Deadliest Warrior                           |           |                                 |                |
|  | Derksen en ...                              | 2013–2014 | Johan Derksen                   |                |
|  | Dutch Darts Masters (Live sport)            | 2024      | Marcel Maijer                   |                |

## E
|  | Programma          | Periode   | Presentatie/Medewerkers/Acteurs | Opmerkingen             |
|  | ------------------ | --------- | ------------------------------- | ----------------------- |
|  | Eredivisie Vrouwen | 2008–2010 |                                 | Onderdeel van RTL Sport |

## F
|  | Programma              | Periode   | Presentatie/Medewerkers/Acteurs | Opmerkingen |
|  | ---------------------- | --------- | ------------------------------- | ----------- |
|  | Fight For Your Ride    | 2009      |                                 |             |
|  | Flodder (Serie)        |           |                                 | Herhalingen |
|  | Formule 1 (Live sport) | 2007–2012 |                                 |             |

## G
|  | Programma     | Periode   | Presentatie/Medewerkers/Acteurs | Opmerkingen |
|  | ------------- | --------- | ------------------------------- | ----------- |
|  | Gek Op Wielen |           |                                 |             |
|  | Gladiators    | 2009      |                                 |             |
|  | Golf & More   | 2010–2011 |                                 |             |

## H
|  | Programma                  | Periode   | Presentatie/Medewerkers/Acteurs | Opmerkingen |
|  | -------------------------- | --------- | ------------------------------- | ----------- |
|  | Hardcore Pawn              |           |                                 |             |
|  | De Helden van de Brandweer | 2021–202? |                                 |             |
|  | Helden van Vroeger         |           |                                 |             |
|  | Hill Street Blues (Serie)  |           |                                 |             |

## I
|  | Programma                   | Periode | Presentatie/Medewerkers/Acteurs | Opmerkingen |
|  | --------------------------- | ------- | ------------------------------- | ----------- |
|  | Idioten Op De Weg           |         |                                 |             |
|  | It's Showtime: Kickbox Gala |         |                                 |             |
|  | Inazuma Eleven              |         |                                 |             |

## J
|  | Programma                | Periode | Presentatie/Medewerkers/Acteurs | Opmerkingen |
|  | ------------------------ | ------- | ------------------------------- | ----------- |
|  | Je Gelooft Je Ogen Niet! | 2006    |                                 |             |
|  | Jorritsma Blikt Vooruit  | 2009    |                                 |             |

## K
|  | Programma                 | Periode | Presentatie/Medewerkers/Acteurs                                        | Opmerkingen             |
|  | ------------------------- | ------- | ---------------------------------------------------------------------- | ----------------------- |
|  | Klushelden                | 2024    | JayJay Boske                                                           |                         |
|  | Knight Rider 2009 (Serie) | 2009    |                                                                        |                         |
|  | Koning Voetbal            | 2013    | Presentator: Jack Spijkerman Teamcaptains: Johnny de Mol en Viggo Waas | Onderdeel van RTL Sport |

## L
|  | Programma                                   | Periode   | Presentatie/Medewerkers/Acteurs | Opmerkingen |
|  | ------------------------------------------- | --------- | ------------------------------- | ----------- |
|  | Law & Order (Serie)                         |           |                                 |             |
|  | Le Mans Update                              | 2007      |                                 |             |
|  | Leven Als Een Prof                          | 2011–2013 | Harry Vermeegen                 |             |
|  | Levensgevaarlijk!                           |           |                                 |             |
|  | Life After Football Curaçao Footvolley 2024 | 2024      | Sander de Kramer                |             |

## M
|  | Programma                        | Periode | Presentatie/Medewerkers/Acteurs | Opmerkingen |
|  | -------------------------------- | ------- | ------------------------------- | ----------- |
|  | Mannen Mannen                    | 2007    |                                 |             |
|  | Married... with Children (Serie) |         |                                 | Herhalingen |
|  | Matchwinner Pro                  | 2017    |                                 |             |
|  | Medische Mirakels                | 2007    |                                 |             |
|  | Met De Dood In De Ogen           |         |                                 |             |
|  | Mr. Bean (Serie)                 |         |                                 | Herhalingen |

## N
|  | Programma                            | Periode | Presentatie/Medewerkers/Acteurs | Opmerkingen |
|  | ------------------------------------ | ------- | ------------------------------- | ----------- |
|  | Nature Thrills: The Crocodile Hunter |         |                                 |             |
|  | New Amsterdam                        | 2009    |                                 |             |
|  | Nog meer voor mannen                 | 2014    | Maxim Hartman                   |             |

## O
|  | Programma         | Periode   | Presentatie/Medewerkers/Acteurs          | Opmerkingen  |
|  | ----------------- | --------- | ---------------------------------------- | ------------ |
|  | Ondernemerslounge | 2020–202? | Maurice Vollebregt en Laurien Verstraten | Ook op RTL Z |
|  | Ooggetuige        |           |                                          |              |
|  | Op De Zaak        |           |                                          |              |

## P
|  | Programma                | Periode   | Presentatie/Medewerkers/Acteurs | Opmerkingen     |
|  | ------------------------ | --------- | ------------------------------- | --------------- |
|  | Pawn Stars               |           |                                 |                 |
|  | De Pfaffs                | 2005–2012 | Onder andere Jean-Marie Pfaff   | Eerder op RTL 5 |
|  | Politie In Actie         |           |                                 |                 |
|  | De politie op je hielen! |           |                                 |                 |
|  | PRAutotype               |           |                                 |                 |

## R
|  | Programma                                       | Periode    | Presentatie/Medewerkers/Acteurs | Opmerkingen             |
|  | ----------------------------------------------- | ---------- | --- | ----------------------- |
|  | RTL 7 Darts (Live sport)                        | 2012–2021  | Marcel Maijer (2012–2021), Koert Westerman (2013–2021), Jacques Nieuwlaat (2018), Simon Zijlemans (2019–2021) en Bart Nolles (2020–2021) | Onderdeel van RTL Sport |
|  | RTL007 James Bond-maand                         | 2014–0000  | |                         |
|  | RTL Autowereld                                  | 2005–20??  | Tom Coronel, Allard Kalff, Nico Aaldering, Andreas Pol en Stéphane Kox |                         |
|  | RTL GP                                          | 2005–20??  | Marcel Maijer, Allard Kalff en Olav Mol | Onderdeel van RTL Sport |
|  | RTL GP: Dakar                                   | 2005–0000  | |                         |
|  | RTL GP: Extreme E (Live sport)                  | 2022       | | Onderdeel van RTL Sport |
|  | RTL Autovisie                                   | 2014–2017  | Eddy Zoëy (2014), Rob Kamphues (2015) en Werner Budding (2014–2017) |                         |
|  | RTL Nieuws                                      | 2005–2015  | Zie lijst van medewerkers van het RTL Nieuws |                         |
|  | RTL Poker                                       |            | |                         |
|  | RTL Sport Update                                | 2016–2019  | Fresia Cousiño Arias (2016–2018), Diana Kuip (2016–2019), Bart Nolles (2018–2019) en Sol Wortelboer (2016–2019) | Onderdeel van RTL Sport |
|  | RTL Sportcafé: Schaatsen                        | 2013       | Presentator: Wilfred Genee en Marcel Maijer (invaller) Vaste gasten: Ben van der Burg en Erik Hulzebosch | Onderdeel van RTL Sport |
|  | RTL Sportquiz                                   | 2020       | Simon Zijlemans |                         |
|  | RTL Transportwereld                             | 2005–heden | |                         |
|  | RTL Voetbal Insite                              | 2007–2008  | Presentator: Wilfred Genee Vaste gasten: Johan Derksen en Willem van Hanegem |                         |
|  | RTL Voetbal: Jupiler League                     | 2007–?     | | Onderdeel van RTL Sport |
|  | RTL Voetbal: UEFA Champions League (Live sport) | 2021–2024  | Presentatoren: Humberto Tan, Marcel Maijer (invaller) en Bart Nolles (invaller) Analisten: Jan Boskamp, Dirk Kuijt (2021–2022), Theo Janssen, Hedwiges Maduro, Wesley Sneijder en Ron Vlaar Verslaggevers: Marcel Maijer, Koen Weijland (2021–2022) | Onderdeel van RTL Sport |
|  | RTL Voetbal: UEFA Europa League (Live sport)    | 2009–2021  | Presentatoren: Wilfred Genee (2009–2018), Bart Nolles (2018–2021) en Simon Zijlemans (2018–2021) Analisten: Johan Derksen (2009–2018), René van der Gijp (2009–2018), Theo Janssen (2018–2021) en Jan Boskamp (2018–2021)                           | Onderdeel van RTL Sport |
|  | RTL Voetbal: UEFA Super Cup (Live sport)        | 2021–2023  | Presentator: Humberto Tan Analisten: Wesley Sneijder en Ron Vlaar | Onderdeel van RTL Sport |
|  | RTL Z                                           | 2005–2015  | | Later op RTL Z          |
|  | Rush                                            | 2009       | |                         |

## S
|  | Programma                | Periode   | Presentatie/Medewerkers/Acteurs | Opmerkingen |
|  | ------------------------ | --------- | ------------------------------- | ----------- |
|  | Shirtje ruilen?          | 2017–2019 | Frank Evenblij                  |             |
|  | Smeerlappen Betrapt!     |           |                                 |             |
|  | Southland (Serie)        | 2009      |                                 |             |
|  | Sport, levensgevaarlijk! |           |                                 |             |
|  | De Sterkste Man          |           |                                 |             |
|  | Stom, stommer, stomst    |           |                                 |             |
|  | Stop! Politie            |           |                                 |             |
|  | Storage Wars             |           |                                 |             |
|  | Strike Back (Serie)      |           |                                 |             |
|  | Studio E & W             | 2009–2015 |                                 |             |

## T
|  | Programma              | Periode        | Presentatie/Medewerkers/Acteurs | Opmerkingen             |
|  | ---------------------- | -------------- | --- | ----------------------- |
|  | Teleshop 7             | 2005–0000      | |                         |
|  | Tour du Jour           | 2011 2013–2019 | Presentatoren: Wilfred Genee (2011, 2013–2017) en Bart Nolles (2018–2019) Analisten: Gert Jakobs (2011), Danny Nelissen (2011), Eddy Planckaert (2013–2015) en Michael Boogerd (2013–2019) | Onderdeel van RTL Sport |
|  | Truck & Tractorpulling | 2007–0000      | |                         |

## U
|  | Programma                               | Periode   | Presentatie/Medewerkers/Acteurs | Opmerkingen |
|  | --------------------------------------- | --------- | ------------------------------- | ----------- |
|  | UCI Track Champions League (Live sport) | 2021–2022 |                                 | [ 1 ]       |
|  | UFC (Live sport)                        |           |                                 |             |
|  | Under One Roof                          | 2009      |                                 |             |
|  | The Unit                                | 2009      |                                 |             |

## V
|  | Programma             | Periode    | Presentatie/Medewerkers/Acteurs | Opmerkingen             |
|  | --------------------- | ---------- | --- | ----------------------- |
|  | Veronica Mars         | 2009       | |                         |
|  | Viva Laughlin         | 2009       | |                         |
|  | VI Oranje             | 2010 2014  | Presentator: Wilfred Genee Vaste gasten: Johan Derksen en René van der Gijp | Onderdeel van RTL Sport |
|  | VI Vandaag            | 2012       | | Onderdeel van RTL Sport |
|  | Vis TV                |            | |                         |
|  | Voetbal Inside        | 2015–2018  | Presentator: Wilfred Genee Vaste gasten: Johan Derksen en René van der Gijp |                         |
|  | Voetbal Insite        | 2005–2007  | Presentator: Barbara Barend Vaste gast: Johan Derksen | Eerder op RTL 5         |
|  | Voetbal International | 2008–2015  | Presentator: Wilfred Genee Vaste gast: Johan Derksen en René van der Gijp |                         |
|  | Voetbalhooligans      | 2012-2015  | |                         |
|  | VoetbalFans           | 2011-2012  | Ewout Genemans |                         |
|  | VTBL                  | 2019, 2022 | Presentatoren: Frank Evenblij (2022), Humberto Tan (2019) en Simon Zijlemans (2022) Analisten: Jan Boskamp (2022), Anouk Hoogendijk (2022), Theo Janssen (2019, 2022), Hedwiges Maduro (2022), Andy van der Meijde (2019), Aad de Mos (2022) en Ron Vlaar (2022) Sidekicks: Bart Nolles (2019), Simon Zijlemans (2019) |                         |

## W
|  | Programma                     | Periode | Presentatie/Medewerkers/Acteurs | Opmerkingen |
|  | ----------------------------- | ------- | ------------------------------- | ----------- |
|  | Wielerland                    |         |                                 |             |
|  | World Padel Tour (Live sport) | 2023    |                                 |             |

## Y
|  | Programma    | Periode | Presentatie/Medewerkers/Acteurs | Opmerkingen |
|  | ------------ | ------- | ------------------------------- | ----------- |
|  | Yacht Vision |         |                                 | Herhalingen |